# Le Grottarelle
Le Grottarelle è il nome di un'altura dell'isola d'Elba, sede di un sito estrattivo di roccia monzogranitica sfruttato nel Medioevo dalla Repubblica di Pisa tramite l'Opera della Primaziale Pisana.

## Descrizione
Il sito si trova sulle pendici meridionali del Monte Capanne, nel territorio comunale di Campo nell'Elba e a breve distanza dalla Spiaggia di Cavoli;  è caratterizzato dalla presenza di antiche cave utilizzate in un primo tempo durante l'età imperiale romana e successivamente nel Medioevo.
Sono visibili numerose colonne monolitiche ancora abbozzate, solchi di scavo nella roccia dovuti all'azione dei picconi a doppia piunta (vacena) e numerose caesurae allineate che sarebbero servite al distacco della roccia tramite inserimento di cunei in legno di fico. Le colonne monolitiche misurano circa 5 metri ed erano destinate a sorreggere le navate di edifici sacri dell'area di Pisa.
Nel 1159 Bernardo Maragone scrisse a tal proposito che «...in mense Iulio et Augusto cum nave Sancti Iohannis tres columnas magnas lapideas de Ilba usque ad ecclesiam Sancti Iohannis trasportavit.».
Nella stessa area si trovano due quartieri pastorali: la Capanna di Marco, così chiamata dal possidente locale Marco Palmieri (1852-1935), e il Caprile delle Grottarelle.